# Едуардо Беріссо
Едуардо Беріссо (ісп. Eduardo Berizzo, нар. 13 листопада 1969, Крус Альта, Аргентина) — аргентинський футболіст, що грав на позиції захисника. Після завершення ігрової кар'єри — тренер, з 2022 року очолює тренерський штаб збірної Чилі.
Як гравець, виступав, зокрема, за клуб «Ньюеллс Олд Бойз», а також національну збірну Аргентини.

## Клубна кар'єра
У дорослому футболі дебютував 1988 року виступами за команду клубу «Ньюеллс Олд Бойз», в якій провів п'ять сезонів, взявши участь у 128 матчах чемпіонату. Більшість часу, проведеного у складі «Ньюеллс Олд Бойз», був основним гравцем захисту команди.
Згодом з 1993 по 2005 рік грав у складі команд клубів «Атлас», «Рівер Плейт», «Марсель», «Рівер Плейт» та «Сельта Віго».
Завершив професійну ігрову кар'єру у клубі «Кадіс», за команду якого виступав протягом 2005—2006 років.

## Виступи за збірну
1996 року дебютував в офіційних матчах у складі національної збірної Аргентини. Протягом кар'єри у національній команді, яка тривала 5 років, провів у формі головної команди країни лише 3 матчі.
У складі збірної був учасником розіграшу Кубка Америки 1997 року у Болівії, розіграшу Кубка Америки 1999 року у Парагваї.

## Кар'єра тренера
Розпочав тренерську кар'єру 2011 року, очоливши тренерський штаб клубу «Естудьянтес», де пропрацював неповний рік.
Надалі очолював команд клубу «О'Хіггінс». 10 грудня 2013 року привів команду до Апертури 2013 року, першого чемпіонства у 58-річній історії клубу. Того ж року виграв Суперкубок Чилі.
Після виграшу Суперкубка 19 травня 2014 року, Беріссо повернувся до «Сельти Віго», але вже як тренер. 2017 року він досягнув з командою півфіналів Кубка Іспанії та Ліги Європи.
27 травня 2017 року очолив тренерський штаб команди «Севілья». 22 листопада стало відомо, що у Беріссо виявлено рак простати, а через місяць його було звільнено через незадовільні результати команди.
31 травня 2018 року очолив тренерський штаб клубу «Атлетік (Більбао)», в якому пропрацював лише півроку — за цей час команда виграла лише дві з проведених п'ятнадцяти ігор і перебувала на той час у зоні вильоту з Ла-Ліги.
На початку 2019 року повернувся до тренерської роботи у Південній Америці, очоливши тренерський штаб збірної Парагваю. Пішов у відставку 15 жовтня 2021 року.
2022 року став головним тренером збірної Чилі.

## Тренерська статистика
Станом на 14 жовтня 2021
| Команда             | З                | По             | Показники | Показники | Показники | Показники | Показники |
| Команда             | З                | По             | М         | В         | Н         | П         | В %       |
| ------------------- | ---------------- | -------------- | --------- | --------- | --------- | --------- | --------- |
| «Естудьянтес»       | 4 лютого 2011    | 30 травня 2011 | 23        | 8         | 7         | 8         | 34,78     |
| «О'Хіггінс»         | 3 листопада 2011 | 2 червня 2014  | 123       | 64        | 28        | 31        | 52,03     |
| «Сельта Віго»       | 2 червня 2014    | 27 травня 2017 | 148       | 61        | 36        | 51        | 41,22     |
| «Севілья»           | 27 травня 2017   | 22 грудня 2017 | 23        | 12        | 5         | 6         | 52,17     |
| «Атлетік» (Більбао) | 31 травня 2018   | 4 грудня 2018  | 15        | 2         | 8         | 5         | 13,33     |
| Парагвай            | 18 лютого 2019   | 15 жовтня 2021 | 31        | 7         | 13        | 11        | 22,58     |
| Усього              | Усього           | Усього         | 362       | 154       | 96        | 112       | 42,54     |

## Титули і досягнення

### Як гравець
- Чемпіон Аргентини (5):

«Ньюеллс Олд Бойз»: 1990—91, Клаусура 1992
«Рівер Плейт»: Клаусура 1997, Апертура 1997, Клаусура 2000
- Володар Суперкубка Лібертадорес (1):

«Рівер Плейт»: 1997

### Як тренер
- Чемпіон Чилі (1):

«О'Хіггінс»: Апертура 2013
- Володар Суперкубка Чилі (1):

«О'Хіггінс»: 2014